# Ianva
Ianva è un gruppo musicale italiano neofolk-dark cabaret formatosi a Genova nel 2003.
Il nome del gruppo (pronunciato: iànua) è l'antico nome latino della città ligure. Il simbolo ufficiale, invece, rappresenta una moneta genovese, il genovino. Sono considerati un gruppo originale  e controverso nel panorama musicale italiano.

## Storia
Il progetto nasce nel 2003 su iniziativa di Mercy, già membro di vari gruppi locali (Malombra, Il Segno del Comando, Helden Rune, Zess) e Argento, con alle spalle esperienze in gruppi metal (Spite Extreme Wing e Antropofagus). Il loro esordio discografico è del 2005 con l'EP La ballata dell'ardito, seguito dal concept album Disobbedisco!, incentrato sull' impresa fiumana di Gabriele D'Annunzio, entrambi autoprodotti per l'etichetta Antica Fonografia Il Levriero.
Nel 2007 pubblicano l'EP L'Occidente, contenente 4 tracce che rappresentano un'opera a sé poiché nessuna traccia comparirà nell'album successivo; nel frattempo, Argento ha già scelto di lasciare il gruppo per dedicarsi alla carriera universitaria.
Il loro terzo lavoro Italia: ultimo atto, pubblicato nel 2009, è ancora un concept album. Il disco ripercorre vari momenti della storia italiana, dal caos successivo all'8 settembre 1943 (Dov'eri tu quel giorno?, Galleria delle Grazie, Negli occhi d'un ribelle), al caso Montesi (In compagnia dei lupi), all'omicidio di Pier Paolo Pasolini (Piazza dei Cinquecento), per concludersi con la normalizzazione degli anni ottanta e novanta (Italia: ultimo atto).
Nel 2012 esce l'album La mano di Gloria, che narra le vicende di quattro personaggi in lotta contro il potere precostituito in un futuro apocalittico. Il concept è tratto da un omonimo romanzo, opera dello stesso Mercy (che in quest'occasione si firma anche con il suo nome reale, Renato Carpaneto), distribuito dalla stessa casa di produzione della band.
Memento X-C (2015), una raccolta contenente 4 brani inediti e del materiale discografico non più facilmente disponibile, rispolvera il periodo delle origini del gruppo, commemorando inoltre il centenario dell'entrata dell'Italia nella prima guerra mondiale, tematica su cui era incentrato il primo repertorio degli Ianva. Nel 2017 pubblicano quindi il loro quarto album in studio, intitolato Canone Europeo, che vede la partecipazione, fra gli altri, del cantautore Enrico Ruggeri.

## Attività dal vivo
Nel corso degli anni, il gruppo si è esibito in Italia e all'estero, in concerti singoli e festival; tra questi, spiccano 4 partecipazioni negli anni al festival internazionale Wave Gotik Treffen e un doppio concerto al festival internazionale Summer Darkness Festival del 2010.

## Formazione

### Formazione attuale
- Mercy – voce
- Stefania T. D'Alterio – voce
- Fabio Gremo – chitarra classica
- Fabio Carfagna – chitarra acustica
- Francesco La Rosa – batteria e percussioni
- Davide La Rosa – fisarmonica, percussioni e chitarra acustica
- Azoth – basso
- Luca Del Re – pianoforte e tastiere

### Ex componenti
- Argento – chitarra acustica ed elettrica
- Fabio Fabbri – tromba
- Riccardo Casazza – fisarmonica
- Giuseppe Spanò - pianoforte e tastiere
- Gianluca Virdis – tromba

## Discografia

### Album
- 2006 – Disobbedisco!
- 2009 – Italia: Ultimo Atto
- 2012 – La Mano di Gloria
- 2017 – Canone Europeo

### EP
- 2005 – La ballata dell'ardito
- 2007 – L'Occidente
- 2019 - 1919

### Raccolte
- 2015 – Memento X-C (La ballata dell'ardito)